# 坑尾村站
坑尾村站（英語：Hang Mei Tsuen Stop）是港鐵輕鐵車站，代號425，屬單程車票第4收費區。該站位於香港新界元朗區屏廈路近坑尾村旁，為坑尾村及週邊地區居民提供服務。
在2003年12月以前，該站人流並不多，但自從輕鐵天水圍新支線開通後該站成為751和761P線的主要轉乘站，該站人流亦因此上升，目前每天均有很多乘客透過該站在兩條路線間轉乘。

## 車站結構

### 車站樓層
| 地面              | 出口 | 屏廈路 |   |  |
| 地面              | 月台 | \| 側式 · 開左邊车门 \| \| \| \| \| \| \| \| 輕鐵720綫往天榮（天耀） 輕鐵751綫往天逸（天水圍） 輕鐵761P綫往天逸（天耀） \| 1 \| \| \| \| 2 \| 輕鐵751綫往友愛（洪水橋） 輕鐵761P綫往元朗（塘坊村） \| \| \| \| 側式 · 開左邊车门 \| \| \| \| \| |   |  |
| 地面              | 出口 | 屏廈路、坑尾村 |   |  |
| 側式 · 開左邊车门 |      | |   |  |
|                   |      | 輕鐵720綫往天榮（天耀） 輕鐵751綫往天逸（天水圍） 輕鐵761P綫往天逸（天耀） | 1 |  |
|                   | 2    | 輕鐵751綫往友愛（洪水橋） 輕鐵761P綫往元朗（塘坊村） |   |  |
| 側式 · 開左邊车门 |      | |   |  |

## 車站周邊
- 坑尾村
- 坑頭村
- 上璋圍
- 東華三院郭一葦中學
- 塘坊村
- 屏欣苑
- 屏欣商場
- 屏山天水圍文化康樂大樓

## 交通事故
2009年12月31日晚上約10時40分，由元朗往天水圍方向行駛的輕鐵761P線列車，駛至近坑尾村站時，撞倒一名61歲老翁，老翁當場死亡。意外令輕鐵介乎坑尾村站至洪水橋站及塘坊村站的服務受阻，期間761P線只可行走元朗至洪天路緊急月台，751線分兩段分別行走友愛站至洪天路及天水圍站至天逸站。輕鐵派出接駁巴士行走洪天路至天逸，代替兩條受阻輕鐵路線往返天水圍區的服務。在兩個多小時的服務受阻期間，有50多班列車受影響，近5000名乘客需改乘接駁巴士。列車服務到翌日早上1時才恢復正常。

## 備註及參考資料
1. ↑  當時761線路線未縮短，路線名稱未更改為現時的761P
2. ↑  天水圍輕鐵撞斃六旬翁（政府新聞網）[永久]

## 外部連結
- 港鐵公司－輕鐵街道圖（页面存档备份，存于）
- 港鐵公司－輕鐵行車時間表（页面存档备份，存于）